# Completamente (álbum)
Completamente es la reedición del sexto álbum del grupo español Fangoria, Absolutamente. Fue lanzado el 1 de diciembre de 2009 bajo los sellos Warner Music Spain y DRO. Lanzado once meses después, incluye en el primer disco el álbum original, un segundo disco de remezclas titulado Científicamente, y un DVD titulado Televisivamente, donde se incluye vídeos musicales, el concierto en el FIB de 2009 y un making-of.
El nuevo material incorporó varias remezclas para las que colaboraron Hidrogenesse, Instituto Mexicano del Sonido y Sara Montiel. La edición física fue una edición limitada de 4,000 copias. De la reedición se publicó un único sencillo en formato digital, «Absolutamente». Para la promoción se utilizó  el vídeo musical de la remezcla «Absolutamente Saritísima», en colaboración con Sara Montiel.

## Antecedentes y desarrollo
En febrero de 2009, Fangoria lanzó su sexto álbum de estudio, Absolutamente. Durante la grabación del disco colaboraron con los productores Neal X y Tony James, exmiembros del grupo Sigue Sigue Sputnik. Tras su lanzamiento, Absolutamente se convirtió en un éxito comercial en España: debutó en el número uno en la lista de álbumes más vendidos de PROMUSICAE, así como en los álbumes más vendidos en ITunes España. Con anterioridad, el grupo había publicado una serie de reediciones de anteriores álbumes como Arquitectura efímera deconstruida (2005) y El extraño viaje revisitado (2007).
Nacho Canut afirmó que cada una de las remezclas de Científicamente son un análisis profundo de las posibilidades sonoras, abordadas desde distintas perspectivas musicales. Exploraron varios géneros como el techno, el rock, el minimalismo y el género varietés, dejando ver la diversidad estilística de las reinterpretaciones. El papel de Tony James y Neal X en la creación de Absolutamente, fue fundamental como productores que definieron el sonido del álbum. Al mismo tiempo, con Científicamente se plantea que ese mismo álbum podría haber tomado una forma completamente distinta si se hubiera optado por el enfoque de dichas remezclas ya que según Canut «una canción puede hacerse de mil maneras diferentes» resaltando el carácter flexible y moldeable de la música. Canut también utilizó el término «Frankenstein Absolutamente Terminator» haciendo alusión a la naturaleza de estos experimentos musicales, donde se ensamblan diferentes partes y estilos de manera híbrida. Por otro lado, citó «Uzi Bop-a-Lula» que define la actitud irreverente y experimental de los Sigue Sigue Sputnik, conocidos por su enfoque innovador y vanguardista en la música. Todo esto es el resultado de un proceso "científico" que desafía los límites de la experimentación musical.
Según Alaska, el grupo, tras haber realizado múltiples experimentos audiovisuales en sus proyectos anteriores, decidió adoptar un enfoque más sencillo y directo para su nuevo trabajo. En lugar de embarcarse en la creación de un nuevo documental complejo, optaron por grabarse de manera espontánea y sin ediciones, como una forma de capturar la esencia más auténtica de su momento. Utilizando la cámara de vídeo sobre un trípode, grabaron casi una hora de entrevista bajo el título de Fangoria's TV, lo que remite a un estilo inspirado en las grabaciones de Andy Warhol en la Factory. Warhol, conocido por sus métodos poco convencionales, solía filmar largas horas de conversaciones sin editarlas, buscando una visión cruda y directa de la realidad. Este mismo enfoque fue adoptado por el grupo, queriendo capturar algo genuino y sin adornos, similar a las grabaciones en blanco y negro de las superstars de la Factory, que reflejaban la vida tal como era en ese momento. Además, la estética de estas grabaciones inspiró las imágenes que decidieron usar para sus proyecciones en los conciertos. Hacía tiempo que no incluían videos en vivo en sus presentaciones, y al darse cuenta de que las proyecciones anteriores se habían perdido, decidieron recuperar algunas de las que se habían utilizado recientemente. Estas imágenes  se incluyeron en la reedición, proporcionando una visión más completa y auténtica de su proceso creativo y de su evolución como artistas, todo dentro de un enfoque más sencillo y genuino. Como cita que bautiza el álbum usaron la frase: «Me fío más de mí, que de Dios.» de Concha Velasco interpretando a Carmen Orozco en la serie de televisión Herederos (2007-2009).

## Lista de canciones
Todas las canciones fueron producidas por Neal X y Tony James.

| CD 1: Absolutamente |                                       |                                                  |          |  |
| N.º                 | Título                                | Escritor(es)                                     | Duración |  |
| 1.                  | «Las Walpurgis te van a llamar»       | Olvido Gara Ignacio Canut Mauro Canut            | 3:37     |  |
| 2.                  | «Lo poquito agrada y lo mucho enfada» | Gara Canut Jaume García Ferrer Pablo Sycet       | 3:19     |  |
| 3.                  | «En el centro del universo»           | Gara Canut M. Canut Manuel Ríos Fernando Delgado | 4:34     |  |
| 4.                  | «Más es más»                          | Gara Canut García Ferrer                         | 3:55     |  |
| 5.                  | «Perdiendo los papeles otra vez»      | Gara Canut M. Canut                              | 4:16     |  |
| 6.                  | «Con los ángeles»                     | Gara Canut Anthony James Neal Whitmore           | 3:25     |  |
| 7.                  | «Absolutamente»                       | Gara Canut M. Canut Sycet Delgado                | 4:42     |  |
| 8.                  | «La pequeña edad de hielo»            | Gara Canut García Ferrer                         | 3:45     |  |
| 9.                  | «Mi futuro sin ti»                    | Gara Canut M. Canut Sycet                        | 4:38     |  |
| 10.                 | «Amanecer dorado»                     | Gara Canut Juan Carlos Moreno                    | 3:28     |  |
| 11.                 | «Cabezas disecadas»                   | Gara Canut García Ferrer Sycet                   | 3:05     |  |
| 12.                 | «Gracias pero no»                     | Gara Canut M. Canut                              | 3:38     |  |
| 13.                 | «Ensayo para una despedida»           | Gara Canut Sycet Juan Sueiro Juan Carlos Molina  | 3:51     |  |

| CD 2: Científicamente |                                                                          |          |  |
| N.º                   | Título                                                                   | Duración |  |
| 1.                    | «Las Walpurgis te van a llamar (Atomizer Remix)»                         | 3:58     |  |
| 2.                    | «Lo poquito agrada y lo mucho enfada (Versión Vedette por Hidrogenesse)» | 3:24     |  |
| 3.                    | «En el centro del universo (David Kano Remix)»                           | 6:00     |  |
| 4.                    | «Más es más (Kinky Roland Dreamscape Mix)»                               | 7:14     |  |
| 5.                    | «Perdiendo los papeles otra vez (Princess Julia and the Vile Bodies)»    | 5:23     |  |
| 6.                    | «Con los ángeles (Remix Griffi)»                                         | 3:50     |  |
| 7.                    | «Absolutamente Sartísima (Fangoria vs. Sara Montiel)»                    | 4:42     |  |
| 8.                    | «La pequeña edad de hielo (Distressor Mix)»                              | 7:11     |  |
| 9.                    | «Mi futuro sin ti (Sin ti, mi futuro Bacanal Intruder Remix)»            | 3:54     |  |
| 10.                   | «Amanecer dorado (Brubaker XL)»                                          | 6:54     |  |
| 11.                   | «Cabezas disecadas (Müller Remix)»                                       | 6:05     |  |
| 12.                   | «Gracias pero no (Instituto Mexicano del Sonido Remix)»                  | 3:46     |  |
| 13.                   | «Ensayo para una despedida (Reworked by Spam)»                           | 4:11     |  |

DVD: Televisivamente
| N.º  | Título                                                        |
| ---- | ------------------------------------------------------------- |
| 1.   | Videoclips                                                    |
| 1.1  | "Más es más"                                                  |
| 1.2  | "La pequeña edad de hielo"                                    |
| 1.3  | "Absolutamente Saritísima" con Sara Montiel                   |
| 2.   | Fangoria en el Festival Internacional de Benicàssim FIB 2009. |
| 2.1  | "Las Walpurgis te van a llamar"                               |
| 2.2  | "En el centro del universo"                                   |
| 2.3  | "La pequeña edad de hielo"                                    |
| 2.4  | "Retorciendo palabras"                                        |
| 2.5  | "Absolutamente"                                               |
| 2.6  | "Ensayo para una despedida"                                   |
| 2.7  | "Miro la vida pasar"                                          |
| 2.8  | "Criticar por criticar"                                       |
| 2.9  | "Más es más"                                                  |
| 2.10 | "No sé qué me das"                                            |
| 2.11 | "Ni tú ni nadie"                                              |
| 2.12 | "Amante automático" con Nancys Rubias                         |
| 3.   | Making-off de la grabación del disco en Londres.              |
| 4.   | Fangoria TV Entrevista a Alaska y Nacho Canut.                |
| 5.   | Visuales usadas en los conciertos                             |
| 5.1  | "Intro Fangoria"                                              |
| 5.2  | "Intro baile de Nancy O"                                      |
| 5.3  | "Perdiendo los papeles otra vez"                              |
| 5.4  | "Ensayo para una despedida"                                   |
| 5.5  | "Miro la vida pasar"                                          |
| 5.6  | "Cabezas disecadas"                                           |
| 5.7  | "Criticar por criticar"                                       |

## Videoclips
- Absolutamente Saritísima